# Epidromia credibilis
Epidromia credibilis är en fjärilsart som beskrevs av Walker 1858. Epidromia credibilis ingår i släktet Epidromia och familjen nattflyn. Inga underarter finns listade i Catalogue of Life.